# Kukówka (województwo pomorskie)
Kukówka (kaszb. Kùkòwkô) – kolonia w Polsce, w województwie pomorskim, w powiecie kartuskim, w gminie Stężyca
Miejscowość leży na obszarze Pojezierza Kaszubskiego. Wchodzi w skład sołectwa Niesiołowice.
Do 2023 miejscowość była częścią wsi Niesiołowice.
W latach 1975–1998 Kukówka położona była w województwie gdańskim.
Według danych z 31 grudnia 2011 r. Kukówka nie miała żadnego stałego mieszkańca.